# 519 (szám)
Az 519 (római számmal: DXIX) egy természetes szám, félprím, a 3 és a 173 szorzata.

## A szám a matematikában
A tízes számrendszerbeli 519-es a kettes számrendszerben 1000000111, a nyolcas számrendszerben 1007, a tizenhatos számrendszerben 207 alakban írható fel.
Az 519 páratlan szám, összetett szám, azon belül félprím, kanonikus alakban a 31 · 1731 szorzattal, normálalakban az 5,19 · 102 szorzattal írható fel. Négy osztója van a természetes számok halmazán, ezek növekvő sorrendben: 1, 3, 173 és 519.
Az 519 négyzete 269 361, köbe 139 798 359, négyzetgyöke 22,78157, köbgyöke 8,03629, reciproka 0,0019268. Az 519 egység sugarú kör kerülete 3260,97317 egység, területe 846 222,53876 területegység; az 519 egység sugarú gömb térfogata 585 585 996,8 térfogategység.